# 齊藤佳男
齊藤 佳男(さいとう よしお、1935年9月16日 - ）は、日本の経営者。スズキ会長を務めた。宮崎県出身。

## 経歴
1958年に京都大学経済学部を卒業し、同年にスズキに入社。1985年6月に取締役に就任し、常務、専務を経て、1991年6月に副社長に就任。1998年6月には会長に就任。2000年6月に取締役相談役を経て、2001年6月から相談役を務めた。
1997年11月に藍綬褒章を受章。